# Jean Jakus
Jean Jakus (Calais, 1919 - Ukkel, 27 juni 2008) was een Belgische koor- en orkestdirigent. 
Hij was van 1957 tot 1988 als stichter en vaste dirigent verbonden aan het Koor van de Europese Gemeenschappen en aan het Europees Symfonisch Jeugdorkest. Het koor van de Europese Gemeenschappen bestond uit 100 zangers: 30 sopranen en 30 alten, 20 tenoren en  20 bassen. Telkens als een nieuw land toetrad tot de Europese Unie mocht hij met zijn Europees Koor een concerttournee maken in dat land, als een soort culturele ambassadeur voor Europa. De nachtelijke optredens in de Griekse amfitheaters waren hierbij een absoluut hoogtepunt. In 1988 werd hij opgevolgd door Dirk De Moor. Jean Jakus volgde directie-cursussen bij de Duitse dirigent Carlos Kleiber. Hij gaf koor- en orkest-directie-les aan verschillende Brusselse muziekscholen. Musicus en befaamd zangpedagoog Léon-Bernard Giot uit Melle was één van zijn beloftevolle leerlingen.  
Hij heeft een plaat met Duitstalige Kerstmuziek opgenomen, bij het platenlabel London.